# Las Vegas Aces 2019
La stagione 2019 delle Las Vegas Aces fu la 23ª nella WNBA per la franchigia.
Le Las Vegas Aces arrivarono seconde nella Western Conference con un record di 21-13. Nei play-off vinsero il secondo turno con le Chicago Sky (1-0), perdendo poi la semifinale con le Washington Mystics (3-1).

## Roster
| N° | Naz.                     | Ruolo | Sportivo         | Anno | Alt. | Peso |
| -- | ------------------------ | ----- | ---------------- | ---- | ---- | ---- |
| 0  | Stati Uniti (bandiera)   | G     | Jackie Young     | 1997 | 183  | 75   |
| 1  | Stati Uniti (bandiera)   | A     | Tamera Young     | 1986 | 188  | 77   |
| 3  | Australia (bandiera)     | C     | Liz Cambage      | 1991 | 203  | 98   |
| 4  | Stati Uniti (bandiera)   | C     | Carolyn Swords   | 1989 | 198  | 95   |
| 5  | Stati Uniti (bandiera)   | A     | Dearica Hamby    | 1993 | 191  | 83   |
| 10 | Stati Uniti (bandiera)   | G     | Kelsey Plum      | 1994 | 173  | 66   |
| 11 | Stati Uniti (bandiera)   | G     | Epiphanny Prince | 1988 | 185  | 77   |
| 14 | Stati Uniti (bandiera)   | G     | Sugar Rodgers    | 1989 | 175  | 73   |
| 19 | Corea del Sud (bandiera) | C     | Park Ji-su       | 1998 | 195  | 93   |
| 21 | Stati Uniti (bandiera)   | GA    | Kayla McBride    | 1992 | 180  | 79   |
| 22 | Stati Uniti (bandiera)   | C     | A'ja Wilson      | 1996 | 196  | 88   |
| 31 | Stati Uniti (bandiera)   | GA    | Jaime Nared      | 1995 | 188  | 73   |
| 51 | Stati Uniti (bandiera)   | G     | Sydney Colson    | 1989 | 173  | 64   |

## Staff tecnico
- Allenatore: Bill Laimbeer
- Vice-allenatori: Vickie Johnson, Kelly Schumacher
- Preparatore fisico: Laura Ramus